# Ereğli (Zonguldak)
Ereğli, ook wel bekend als Karadeniz Ereğli, is een stad en district in de provincie Zonguldak, Turkije. De stad ligt aan de kust van de Zwarte Zee aan de monding van de Kılıçsu rivier. De burgemeester van de stad is Halil Posbıyık,  van de republikeinse CHP. De stad is bekend vanwege de grote staalfabriek van Erdemir, de grootste van Turkije, die aan de rand van de stad staat.

## Stedenbanden
- Hydra (sinds 1995)
- Düren (sinds 2011)
- Târgoviște (sinds 2011)
- Brindisi (sinds 2011)
- Monfalcone (sinds 2011)
- Keçiören (sinds 2015)
- Jinhua

## Galerij

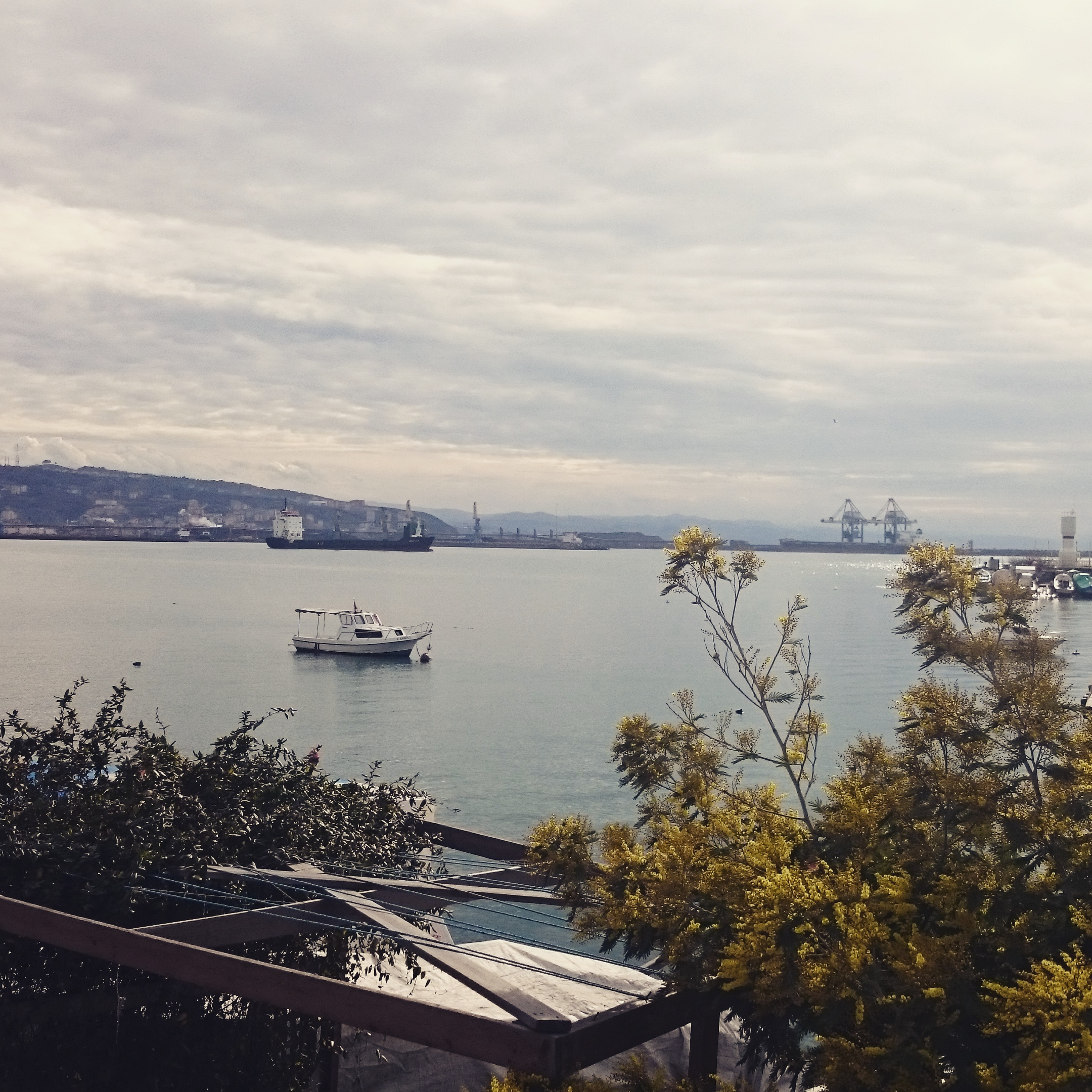
De kust van Ereğli